# Liste des sites mégalithiques de la Ligurie
Cette liste non exhaustive recense les principaux sites mégalithiques en Ligurie.

## Liste
| Nom                             | Province  | Commune       | Type   | Notes                                                 | Coords.                     | Illus. |
| ------------------------------- | --------- | ------------- | ------ | ----------------------------------------------------- | --------------------------- | ------ |
| Menhir de Tramonti              | La Spezia | La Spezia     | Menhir | Également nommé menhir du Diable (menhir del Diavolo) | 44° 05′ 01″ N, 9° 46′ 46″ E |        |
| Menhirs des monts Caprione (it) | La Spezia | Lerici        | Menhir | Site mégalithique de la Farfalla di luce              | 44° 05′ 24″ N, 9° 55′ 55″ E |        |
| Dolmen de Monticello (de)       | Savone    | Finale Ligure | Dolmen |                                                       | 44° 11′ 23″ N, 8° 19′ 52″ E |        |
| Cian da Munega                  | Savone    | Varazze       | Menhir |                                                       | 44° 22′ 01″ N, 8° 36′ 04″ E |        |
| Menhirs Ceresa                  | Savone    | Varazze       | Menhir | Deux menhirs                                          |                             |        |